# Hypnotize (album System of a Down)
Hypnotize è il quinto album in studio del gruppo musicale statunitense System of a Down, pubblicato il 22 novembre 2005 dalla American Recordings.
L'album debuttò alla prima posizione insieme a Mezmerize nella classifica statunitense degli album, portando i System of a Down a diventare uno dei pochi artisti a raggiungere la prima posizione in classifica con due diversi album nello stesso anno.

## Tracce
1. Attack – 3:06 (testo: Daron Malakian, Serj Tankian – musica: Daron Malakian)
2. Dreaming – 4:00 (testo: Daron Malakian, Serj Tankian – musica: Daron Malakian, Shavo Odadjian)
3. Kill Rock 'n Roll – 2:28 (Daron Malakian)
4. Hypnotize – 3:09 (testo: Daron Malakian, Serj Tankian – musica: Daron Malakian)
5. Stealing Society – 2:58 (testo: Daron Malakian, Serj Tankian – musica: Daron Malakian)
6. Tentative – 3:37 (testo: Daron Malakian, Serj Tankian – musica: Daron Malakian)
7. U-Fig – 2:55 (testo: Daron Malakian, Serj Tankian – musica: Daron Malakian, Shavo Odadjian)
8. Holy Mountains – 5:29 (testo: Daron Malakian, Serj Tankian – musica: Daron Malakian)
9. Vicinity of Obscenity – 2:52 (testo: Serj Tankian, Daron Malakian – musica: Serj Tankian)
10. She's Like Heroin – 2:44 (Daron Malakian)
11. Lonely Day – 2:48 (Daron Malakian)
12. Soldier Side – 3:40 (Daron Malakian)

DVD bonus nell'edizione DualDisc
1. Entire Album in Enhanced Stereo – 39:46 – audio
2. Recording of Mezmerize/Hypnotize – 14:30
3. B.Y.O.B. (Video) – 4:35 (testo: Daron Malakian, Serj Tankian – musica: Daron Malakian)
4. Question! (Video) – 3:55 (testo: Serj Tankian – musica: Serj Tankian, Daron Malakian)

## Formazione
Hanno partecipato alle registrazioni, secondo le note di copertina:
Gruppo
- Daron Malakian – voce, chitarra, basso,[15] tastiera[15]
- Serj Tankian – voce, tastiera, arrangiamento strumenti ad arco
- Shavo Odadjian – basso
- John Dolmayan – batteria

Altri musicisti
- Mark Mann – arrangiamento strumenti ad arco

Produzione
- Rick Rubin – produzione
- Daron Malakian – produzione
- Andy Wallace – missaggio
- David Schiffman – ingegneria del suono
- Jason Lader – montaggio
- Dana Nielsen – montaggio
- Phillip Broussard – assistenza tecnica
- Vartan Malakian – artwork
- System of a Down – design
- Brandy Flower – design
- Vlado Meller – mastering

## Classifiche
| Classifica (2005/06)       | Posizione massima |
| -------------------------- | ----------------- |
| Australia                  | 3                 |
| Austria                    | 3                 |
| Belgio (Fiandre)           | 17                |
| Belgio (Vallonia)          | 13                |
| Canada                     | 1                 |
| Danimarca                  | 11                |
| Finlandia                  | 1                 |
| Francia                    | 4                 |
| Germania                   | 4                 |
| Italia                     | 10                |
| Norvegia                   | 4                 |
| Nuova Zelanda              | 1                 |
| Paesi Bassi                | 15                |
| Portogallo                 | 15                |
| Regno Unito                | 11                |
| Regno Unito (rock & metal) | 1                 |
| Spagna                     | 26                |
| Stati Uniti                | 1                 |
| Stati Uniti (rock)         | 3                 |
| Svezia                     | 3                 |
| Svizzera                   | 4                 |